# 火车头奖章
火车头奖章是中华全国铁路总工会授予中华人民共和国铁道部下属铁路职工的最高荣誉。1988年首次颁授。

## 历史
1988年，中华全国铁路总工会在全国铁道部系统设立先进集体和先进个人两个奖项，表彰奖励在铁路岗位上做出突出贡献的先进集体和先进个人。先进集体获得证书和“火车头奖杯”，先进个人获得证书和“火车头奖章”。
中华全国铁路总工会评选出2015年度“火车头奖章”获得者543名，其中中国铁路工程总公司获选36名。
2021年4月底，铁路总工会决定授予2020年度100个先进集体火车头奖杯、450名先进个人火车头奖章。
2022年4月，中华全国铁路总工会印发《关于表彰2021年年度综合项目火车头奖杯和火车头奖章的决定》（铁工发〔2022〕11号）。